# Austin Mahone

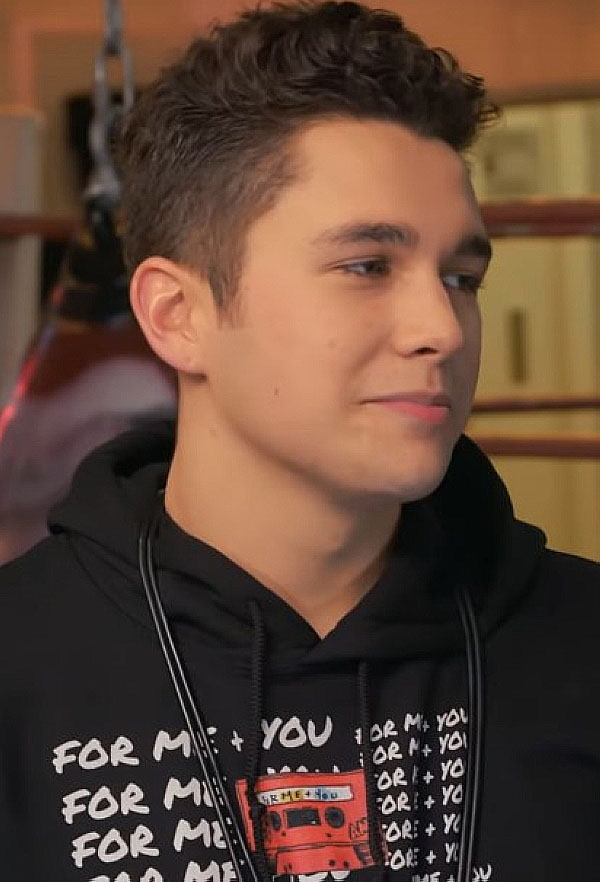
Austin Mahone (2018)

Austin Harris Mahone (* 4. April 1996 in San Antonio, Texas) ist ein US-amerikanischer Pop-Sänger, der im Jahr 2011 durch einige Coversongs auf der Videoplattform YouTube auf sich aufmerksam machte.

## Leben
Austin Mahone lebt in einem Ort nahe Miami im US-amerikanischen Bundesstaat Florida, sein früherer Wohnort war San Antonio im US-amerikanischen Bundesstaat Texas.
Mahones Vater starb, als Austin 16 Monate alt war. Seine Mutter Michele Mahone zog ihn alleine in Seguin groß. Nachdem sie eine zweite Ehe eingegangen war, zog die Familie nach La Vernia. Dort lernte er Alexander Ruben Constancio kennen. Nach der Scheidung zogen Mutter und Sohn 2011 zurück nach San Antonio, wo er die Lady Bird Johnsen High School besuchte. Wegen Disziplinsproblemen in der Schule meldete ihn die Mutter zum Fernunterricht an. Ihm ist es somit möglich, von einem beliebigen Ort aus an Web Based Trainings teilzunehmen. Für einen besseren Kontakt zu seinem Manager zogen er und seine Mutter Anfang Mai 2012 nach Florida um.

## Karriere
Im Juni 2010 begannen Mahone und Constancio damit, selbstgedrehte Comedy-Videos auf der Videoplattform YouTube zu veröffentlichen. Im Januar 2011 startete Mahone einen eigenen Musikkanal auf YouTube. In seinen Videos coverte er vor allem Songs von Justin Bieber, Bruno Mars und Adele. Er spielt Gitarre, Schlagzeug und Keyboard.
Seit 2012 wird Mahone durch Rocco Valdes und Brian Spiro gemanagt. Mahone spielt außerdem eine Rolle in der Teenie-Serie Big Time Rush. Er verdient sein Geld vor allem durch Merchandising, kleinere Konzerte und den Verkauf seiner Songs auf iTunes.
Austin Mahones erste Single 11:11 wurde am Tag seines Valentinstags-Konzert am 14. Februar 2012 auf iTunes veröffentlicht. Im Original wurde der Song im Sommer 2011 von Jakub Andrew, Sänger der US-amerikanischen Band HeyHiHello aus Ohio, unter dem Titel Eleven Eleven veröffentlicht und später mit allen notwendigen Rechten an Mahone abgetreten. Das Lied wurde im Januar 2012 von Mahone in einem Tonstudio in Los Angeles eingesungen und später auf Twitter promotet. Bereits am Tag der Veröffentlichung stieg seine Single in die iTunes-US-Top-100-Charts ein und hielt sich für eine knappe Woche in diesen Charts. Bis zum Juni 2012 wurde die Single bereits fast 100.000 mal auf iTunes gekauft.
Am 22. Mai 2012 fand ein Konzert der Radiostation Q102 in Philadelphia statt, auf dem er vor über 15.000 Besuchern einen Auftritt hatte.

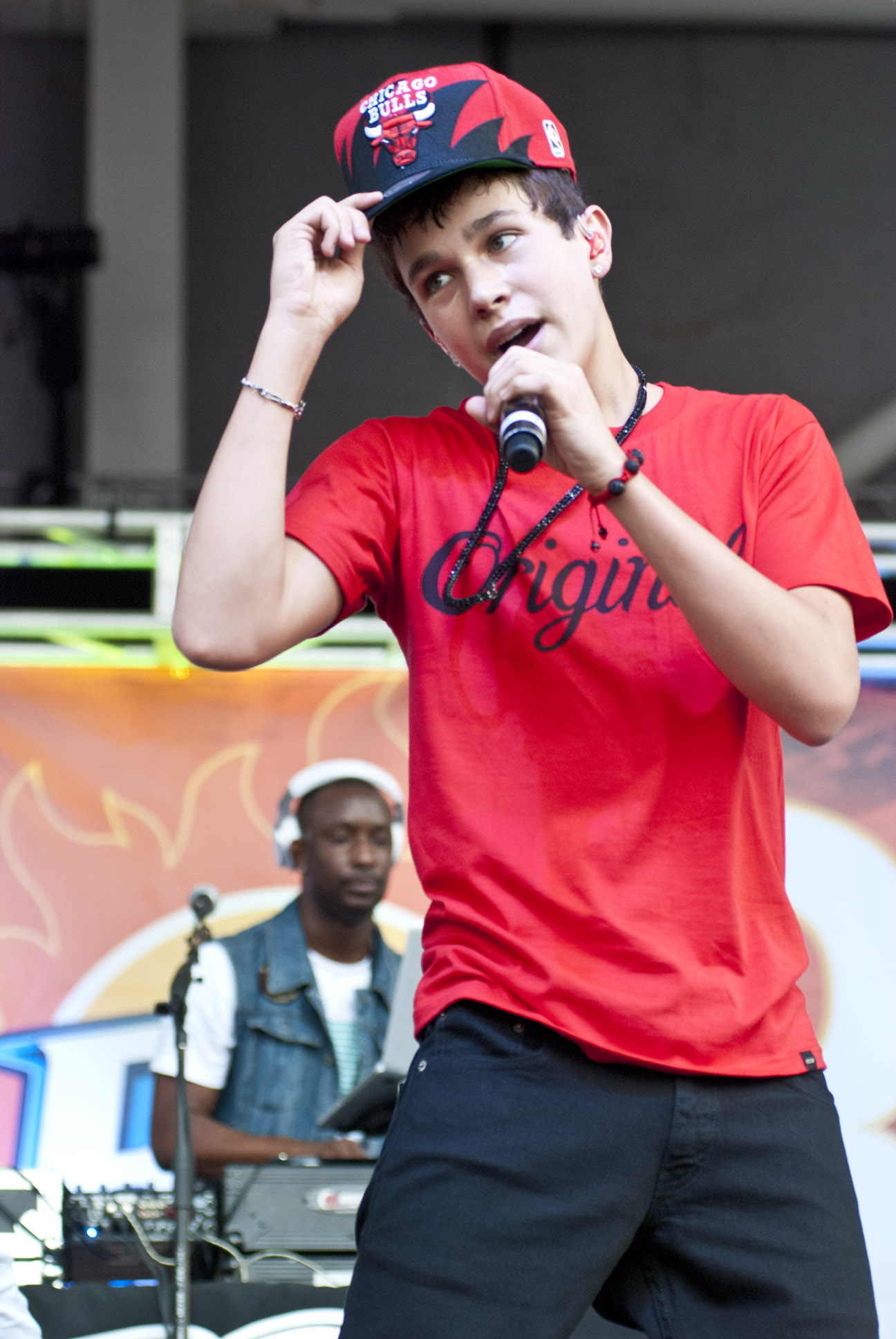
Austin Mahone (2012)

Seine zweite Single wurde am 5. Juni 2012 unter dem Titel Say Somethin veröffentlicht und stieg ebenfalls in die iTunes-Charts ein. Der Song wurde von Bei Maejor und Mike Posner geschrieben und in Miami in einem Studio produziert.
Am 28. August 2012 unterschrieb Mahone einen Plattenvertrag bei dem Joint-Venture-Label Chase Records / Universal Republic Records mit einem Wert in Höhe eines einstelligen Millionenbetrages.
Die dritte Single Say You’re Just a Friend sang Mahone mit Flo Rida. Sie ist seit dem 3. Dezember 2012 auf iTunes in Amerika erhältlich. Die vierte Single What About Love wurde am 10. Juni 2013 veröffentlicht und wurde zu seinem ersten Hit in den Billboard Hot 100. Dafür erhielt Mahone im selben Jahr einen Preis bei den MTV Video Music Awards (Artist to Watch). Seine fünfte Single Banga! Banga! (feat. Sean Garett) wurde am 10. November, das dazugehörige Video am 11. Dezember 2013 veröffentlicht. Die sechste Single, Mmm Yeah (feat. Pitbull), wurde im Januar 2014 veröffentlicht und entwickelte sich zum ersten internationalen Hit Mahones.
Beim Ultra Music Festival 2017 premierte der niederländische DJ und Produzent Hardwell die in Zusammenarbeit entstandene Single Creatures of the Night. Das Future-Bass-Lied wurde am 12. Mai 2017 als Single veröffentlicht.

## Trivia
Im November 2011 debütierte Mahone durch seine Coverversion Mistletoe von Justin Bieber in den Billboard Social 50 Charts auf Platz 38. Zu diesem Zeitpunkt war er der jüngste Sänger, der es in diese Liste geschafft hat. Anfang Dezember erreichte er sogar Platz 28 in den Billboard Charts.
Im Oktober 2011 wollte sich Mahone mit einigen Fans im Chicagoer Millennium Park treffen. Er nahm an, dass etwa 50 Fans kommen würden. Als er am vereinbarten Treffpunkt eintraf, umstürmten ihn etwa 1000 Anhänger, worauf die Veranstaltung durch die örtliche Polizei abgebrochen werden musste. Seither untersagt ihm die Polizei öffentliche Treffen ohne vorherige Anmeldung und ohne einen Bodyguard durchzuführen. Für seine Konzerte in New York und Aurora organisierte die Familie Dave Brytus als persönlichen Bodyguard.
Ende August 2012 hatte Mahone 1.050.000 Follower auf Twitter, 770.000 Fans auf Facebook und 450.000 Abonnenten auf YouTube. Mahone ordnet sich somit in die Top 100 der meistabonnierten Musiker auf YouTube ein. Im sozialen Netzwerk des Portals Keek, sortiert nach Views, stellt Mahone den populärsten Charakter dar.
Mahone bot seinen Fans bis zu seinem Umzug nach Florida im Mai jeden Freitagnachmittag Ortszeit (UTC-6) ein kostenloses Onlinekonzert auf dem livestreaming-Webportal Ustream an, das von seinen Fans auch Austream, einer Kombination aus seinem Vornamen und Ustream, genannt wird.
Bis zu der Vertragsunterzeichnung mit seinem Management in Miami wurde Austin durch seine Mutter gemanagt.
Seine Fans nennen sich Mahomies. Für sie lässt Mahone ein Portal mit Merchandise-Artikeln betreiben.

## Diskografie

### Alben
- 2017: Dirty Work – The Album

### EPs
- 2013: Extended Play (nur in Japan veröffentlicht)
- 2014: The Secret
- 2017: Dirty Work (inkl. Remixes)
- 2018: Oxygen

### Mixtapes
- 2015: This Is Not the Album
- 2016: ForMe+You

### Singles
- 2012: 11:11
- 2012: Say Somethin (US: Gold)
- 2012: Say You’re Just a Friend (feat. Flo Rida, US: Gold)
- 2013: What About Love
- 2013: Banga! Banga! (feat. Sean Garrett)
- 2014: Mmm Yeah! (feat. Pitbull)
- 2014: All I Ever Need (US: Gold)
- 2015: Dirty Work
- 2017: Lady (feat. Pitbull)
- 2017: Creatures of the Night (mit Hardwell)
- 2017: Háblame bajito (mit Abraham Mateo & 50 Cent, US: Platin (Latin))
- 2017: Loco Enamorado (Abraham Mateo, Farruko & Austin Mahone, US: ×4Vierfachplatin )
- 2018: So Good
- 2019: Why Don’t We
- 2019: Anxious
- 2019: Dancing with Nobody
- 2020: Summer love
- 2020: You got me
- 2020: Miami

Gastbeiträge
- 2016: Deserve Better (Jump Smokers feat. Austin Mahone)
- 2017: Bad Boyz (Mr. Mauricio feat. Austin Mahone, Pitbull & Bobby Biscayne)
- 2017: Amor (Remix) (I Am Chino feat. Chacal, Wisin & Austin Mahone)
- 2020: Lucid (4B feat. Austin Maronen & Abraham Mateo)

### Musikvideos
| Jahr | Titel                            | Regie            |
| ---- | -------------------------------- | ---------------- |
| 2012 | Say Somethin                     | Evan Dennis      |
| 2012 | Say You’re Just a Friend         | Ray Kay          |
| 2013 | Heart in My Hand (Piano Version) | Dave Brytus      |
| 2013 | What About Love                  | Colin Tilley     |
| 2013 | Banga! Banga!                    | Gil Green        |
| 2014 | MMM YEAH                         | Gil Green        |
| 2014 | All I Ever Need                  | Eric Guerrero    |
| 2014 | Shadow (Acoustic)                | Charlotte Knight |

## Auszeichnungen für Musikverkäufe
| Goldene Schallplatte - Australien - 2014: für die Single Mmm Yeah! - Brasilien - 2023: für die Single What About Love - Mexiko - 2015: für das Album The Secret - Spanien - 2024: für die Single Háblame bajito | 3× Goldene Schallplatte - Mexiko - 2025: für die Single Háblame bajito |

Anmerkung: Auszeichnungen in Ländern aus den Charttabellen bzw. Chartboxen sind in ebendiesen zu finden.
| Land/RegionAuszeichnungen für Musikverkäufe (Land/Region, Auszeichnungen, Verkäufe, Quellen) | Gold     | Platin     | Verkäufe  | Quellen             |
| -------------------------------------------------------------------------------------------- | -------- | ---------- | --------- | ------------------- |
| Australien (ARIA)                                                                            | Gold1    | —          | 35.000    | aria.com.au         |
| Brasilien (PMB)                                                                              | Gold1    | —          | 30.000    | pro-musicabr.org.br |
| Mexiko (AMPROFON)                                                                            | 2× Gold2 | Platin1    | 120.000   | amprofon.com.mx     |
| Spanien (Promusicae)                                                                         | Gold1    | —          | 30.000    | elportaldemusica.es |
| Vereinigte Staaten (RIAA)                                                                    | 4× Gold4 | 6× Platin6 | 7.060.000 | riaa.com            |
| Insgesamt                                                                                    | 9× Gold9 | 7× Platin7 |           |                     |

## Auszeichnungen und Nominierungen
| Jahr | Award                               | Kategorie                    | Für                        | Resultat  |
| ---- | ----------------------------------- | ---------------------------- | -------------------------- | --------- |
| 2013 | Radio Disney Music Awards           | Best Crush Song              | „Say You’re Just a Friend“ | Nominiert |
| 2013 | Radio Disney Music Awards           | Best Acoustic Performance    | „Say Somethin“             | Nominiert |
| 2013 | Radio Disney Music Awards           | Breakout Star                | Sich selbst                | Gewonnen  |
| 2013 | Radio Disney Music Awards           | Fiercest Fans                | „Mahomies“                 | Nominiert |
| 2013 | MTV Video Music Awards              | Artist To Watch              | „What About Love“          | Gewonnen  |
| 2013 | MTV Europe Music Awards             | Push Artist                  | Sich selbst                | Gewonnen  |
| 2013 | MTV Europe Music Awards             | Artist On The Rise           | Sich selbst                | Gewonnen  |
| 2013 | Billboard Readers Poll Music Awards | Best Newcomer                | Sich selbst                | Nominiert |
| 2014 | People’s Choice Awards              | Favorite Breakout Artist     | Sich selbst                | Nominiert |
| 2014 | Radio Disney Music Awards           | Best Male Artist             | Sich selbst                | Nominiert |
| 2014 | Radio Disney Music Awards           | Most Talked About Artist     | Sich selbst                | Nominiert |
| 2014 | Radio Disney Music Awards           | Artist with the Best Style   | Sich selbst                | Nominiert |
| 2014 | Radio Disney Music Awards           | Best Crush Song              | „What About Love“          | Nominiert |
| 2014 | iHeart Radio Music Awards           | Best Fan Army                | Sich selbst                | Nominiert |
| 2014 | iHeart Radio Music Awards           | Instagram Award              | Sich selbst                | Gewonnen  |
| 2014 | Premios Juventud                    | Favorite Hitmaker            | Sich selbst                | Nominiert |
| 2014 | Premios Juventud                    | The Best Dressed Award       | Sich selbst                | Gewonnen  |
| 2014 | Young Hollywood Awards              | #SocialMediaSuperstar        | Sich selbst                | Nominiert |
| 2014 | Teen Choice Awards                  | Choice Single Male Artist    | Sich selbst                | Nominiert |
| 2014 | Teen Choice Awards                  | Choice Music Breakout Artist | Sich selbst                | Gewonnen  |
| 2014 | Teen Choice Awards                  | Choice Male Artist           | Sich selbst                | Nominiert |
| 2014 | Teen Choice Awards                  | Choice Male Hottie           | Sich selbst                | Nominiert |
| 2014 | Teen Choice Awards                  | Choice Smile                 | Sich selbst                | Nominiert |